# Chrysogorgia flexilis
Chrysogorgia flexilis is een zachte koraalsoort uit de familie Chrysogorgiidae. De koraalsoort komt uit het geslacht Chrysogorgia. Chrysogorgia flexilis werd in 1889 voor het eerst wetenschappelijk beschreven door Wright & Studer.